# GNU toolchain
GNU toolchain er en fællesbetegnelse for en samling af udviklingsværktøjer produceret af GNU Projectet. Disse værktøjer udgør en toolchain (suite af værktøjer anvendt i en seriel måde) anvendt til at udvikle applikationer og styresystemer.
GNU toolchain spiller en vital rolle i udvikling af Linux-kernen, BSD, og software til indlejrede systemer. Dele af GNU toolchain bliver også direkte anvendt med eller porteret til andre platforme såsom Solaris, Mac OS X, Microsoft Windows (via Cygwin og MinGW/MSYS) og Sony PlayStation 3.
Projekter inkluderet i GNU toolchain er:
- GNU make: Automation værktøj til compilering og bygning;
- GNU Compiler Collection (GCC): Suite af compilere til adskillige programmeringssprog;
- GNU Binutils: Suite af værktøjer inklusive linker, assembler og andre værktøjer;
- GNU Bison: Parser generator
- GNU m4: m4 macro-processor
- GNU Debugger (GDB): Kode debugging værktøj;
- GNU build system (autotools):
  - Autoconf
  - Autoheader
  - Automake
  - Libtool